# Clinique Générale-Beaulieu
La Clinique Générale-Beaulieu, est une clinique multidisciplinaire, propriété de Swiss Medical Network depuis fin 2016, située dans le quartier de Champel à Genève, en Suisse.
Elle est l'une des trois plus grandes cliniques privées de Genève.

## Description
La Clinique Générale-Beaulieu est une clinique privée située dans le quartier de Champel à Genève, spécialisée dans l'orthopédie, la chirurgie générale, l'urologie ainsi que la gynécologie et la maternité. Elle fait partie du cercle de l'association des cliniques privées de Genève.
Dotée d'un plateau technique avec neuf salles d'opération[Depuis quand ?], elle dispose également d'un institut de radiologie, d'un institut de médecine nucléaire et d'un centre de physiothérapie et de rééducation fonctionnelle. Deuxième ou troisième plus grande structure hospitalière privée de Genève derrière l'Hôpital de La Tour et la clinique des Grangettes, elle réalise quelque 5 700 hospitalisations par an et compte près de 400 collaborateurs et 600 médecins agréés (chiffres de 2016).
Son chiffre d'affaires s'élevait à 103 millions de francs suisses en 2013 et à 90 millions en 2017.

## Histoire
La clinique se nomme d'abord clinique d'Albert Reverdin, avant de prendre celui de clinique de Beaulieu. Elle est située rue de Carouge.
À la suite de la fusion avec la clinique Générale, fondée en 1899 à Florissant, elle prend le nom de clinique Générale-Beaulieu. Elle inaugure ses nouveaux bâtiments, dotés de 120 lits, en septembre 1983, en présence notamment du conseiller d'État Jaques Vernet, du maire de Genève Guy-Olivier Segond et du baron Edmond de Rothschild. L'ancien bâtiment de la clinique de Beaulieu est racheté par le canton, tandis que celui de l'ancienne clinique générale est démoli.
En 1987, elle fait l'acquisition d'une table urologique « lithostar » de Siemens permettant de dissoudre les calculs rénaux par onde de choc. En 1988, elle est le premier établissement médical genevois à créer une unité de médecine du sport. Elle s'équipe en 2003 du robot médical Da Vinci.
En 1998, elle reprend la majorité du capital de la clinique Champel-Élysée, créée en 1983 et spécialisée dans les extrémités et la procréation médicalement assistée. En 2013, elle fusionne son institut de médecine nucléaire avec celui de la clinique genevoise des Grangettes. Une fusion entre les deux cliniques échoue en 2015, entraînant la démission du directeur Philippe Cassegrain, qui occupait ce poste depuis la fin des années 1990.
En 2016, le groupe Genolier, devenu Swiss Medical Network, rachète la clinique, valorisée à plus de 187 millions de francs,. En 2017, la nouvelle direction investit 25 millions de francs pour rénover plusieurs services, dont la maternité.
En 2019, une nouvelle stratégie hospitalière est mise en place en favorisant les soins ambulatoires par rapport aux hospitalisations. La même année, un partenariat entre les Hôpitaux universitaires de Genève et la clinique permet l'ouverture d'un centre de procréation médicalement assisté.
En 2021, un centre de vaccination est mis en place dans le cadre de la pandémie de Covid-19.

## Personnalités liées à la clinique
- L'actrice française Clotilde Courau y donne naissance en décembre 2003 à Vittoria de Savoie[20] et en août 2006 à Luisa de Savoie[21].
- Le photographe suédois Lennart Nilsson y présente l'exposition Inner Space sur les débuts de la vie humaine en septembre 2007[22].
- Le chirurgien Jaques-Louis Reverdin opère dans la clinique générale, tandis que son cousin Auguste Reverdin opère dans celle de Beaulieu[8].